# Vasilij Gogolev
Vasilij Nikolajevič Gogolev (* 9. října 1956) je bývalý sovětský a ruský zápasník-volnostylař jakutského původu, který v roce 1996 krátce reprezentoval Gruzii.

## Sportovní kariéra
Pochází z jakutské obce Čurapča. Tradičnímu jakutskému zápasu chapsagaj se věnoval od útlého dětství. Olympijskému volnému stylu se aktivně věnoval teprve během základní vojenské služby. V sovětské volnostylařské reprezentaci se začal pohybovat od roku 1980 ve váze do 48 kg jako reprezentační dvojka za moskevským Sergejem Kornilajevem. V roce 1984 přišli s Kornilajevem o možnost startovat na olympijských hrách v Los Angeles kvůli bojkotu. V roce 1988 získal druhý titul mistra Evropy v britském Manchesteru, ale při sovětské olympijské nominaci na olympijské hry v Soulu hrála tradičně roli politika jednotlivých vrcholových sportovních středisek. Do Soulu jel v jeho váze do 48 kg krasnojarský Sergej Karamčakov. Po rozpadu sovětského svazu v roce 1991 se do užšího výběru nové ruské reprezentace neprosazoval. V roce 1996 se během turnaje v Krasnojarsku potkal s bývalým reprezentačním kolegou Davitem Gobedžišvilim, který působil o gruzínské reprezentace. Gruzie neměla ve váze do 48 kg zastoupení a po dohodě s Gobedžišvilim obdržel po dvou měsících gruzínský pas. Na mistrovství Evropy v Budapešti koncem března, který byl zároveň kvalifikačním turnajem na olympijské hry v Atlantě obsadil postupové 8. místo. Když se však poprvé ukázal v Gruzii kvůli nominaci vyšlo na jevo, že gruzínské papíry dostal nelegální cestou což se hodilo odpůrcům Gobedžišviliho. Pas mu byl zabaven a úředně tak přišel o jistou účast na olympijských hrách. Tbilisi mohl opustit až po dvou týdnech, když mu vrátili ruský pas. Žije v Jakutsku a věnuje se trenérské práci.

## Výsledky
| Turnaj             | Sovětský svaz | Sovětský svaz | Sovětský svaz | Sovětský svaz | Sovětský svaz | Sovětský svaz | Sovětský svaz | Sovětský svaz | Sovětský svaz | Sovětský svaz | Rusko | Rusko | Rusko | Rusko | Gruzie |
| Turnaj             | 1982          | 1983          | 1984          | 1985          | 1986          | 1987          | 1988          | 1989          | 1990          | 1991          | 1992  | 1993  | 1994  | 1995  | 1996   |
| Turnaj             | 26            | 27            | 28            | 29            | 30            | 31            | 32            | 33            | 34            | 35            | 36    | 37    | 38    | 39    | 40     |
| Turnaj             | -48           | -48           | -48           | -48           | -48           | -48           | -48           | -48           | -48           | -48           | -48   | -48   | -48   | -48   | -48    |
| ------------------ | ------------- | ------------- | ------------- | ------------- | ------------- | ------------- | ------------- | ------------- | ------------- | ------------- | ----- | ----- | ----- | ----- | ------ |
| Olympijské hry     |               |               | —             |               |               |               | —             |               |               |               | —     |       |       |       | DNS    |
| Mistrovství světa  | —             | —             |               | 3.            | —             | —             |               | —             | —             | —             |       | —     | —     | —     |        |
| Mistrovství Evropy | 2.            | —             | —             | 1.            | —             | —             | 1.            | —             | —             | —             | —     | —     | —     | —     | 8.     |